# Fusong

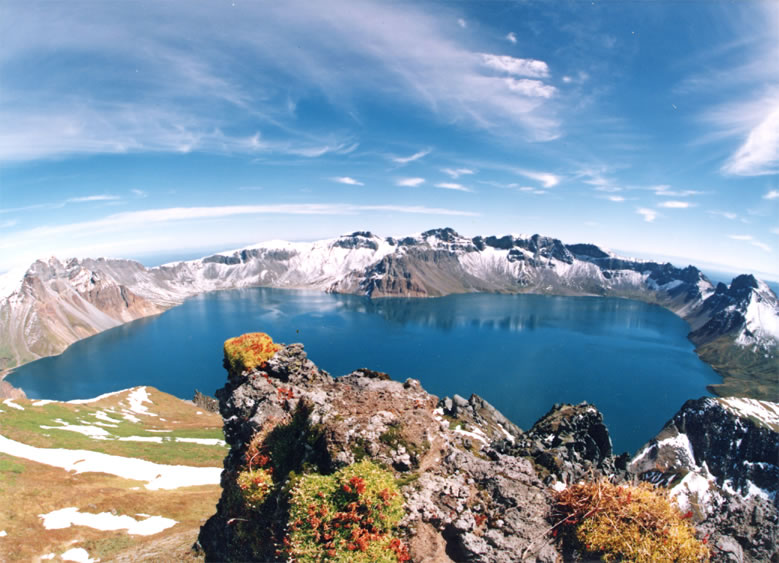
Himmelssee auf dem Paektusan

Fusong (chinesisch 抚松县, Pinyin Fǔsōng Xiàn) ist ein chinesischer Kreis der bezirksfreien Stadt Baishan im Südosten der Provinz Jilin. Fusong hat eine Fläche von 6.150 km²,
Am 1. November 2020 hatte Fusong 217.252 registrierte Einwohner, tatsächlich leben dort jedoch etwa 320.000 Menschen, neben Han-Chinesen vor allem Mandschu, Koreaner, Hui-Chinesen, Mongolen und Xibe. Der Kreis liegt am Oberlauf des Flusses Songhua Jiang (Sungari).

## Geschichte
Die Gegend von Fusong ist seit dem späten Neolithikum besiedelt; in den 1960er Jahren wurden an mehreren Stellen im Kreisgebiet Steinwerkzeuge und Scherben von Tongefäßen gefunden. Die Bevölkerung bestand damals aus dem Schamanismus anhängenden Sushen, die ab etwa 1000 v. Chr. Handelsbeziehungen mit der Zentralchinesischen Ebene pflegten. Später gehörte das Kreisgebiet zum koreanischen Königreich Goguryeo (37 v. Chr. bis 668 n. Chr.). Das Siedlungszentrum war zunächst die heutige Großgemeinde Xianrenqiao, dann Donggang, wo auch Reste von Bronze- und Eisengefäßen gefunden wurden.
Nach der Gründung des Königreichs Balhae im Jahr 669 begann man mit dem Sammeln von Ginseng, der bis heute einen der wichtigsten Wirtschaftsfaktoren im Kreisgebiet darstellt. Der Ginseng aus dem Changbai-Gebirge wurde auch als Tribut an den Königshof geliefert. Da sich die Ginseng-Sammler auf dem Weg nach Shangjing Longquanfu, die Primärhauptstadt Balhaes im heutigen Ning’an, im Kreisgebiet trafen, fungierte es schon früh als Verkehrs- und Handelszentrum.

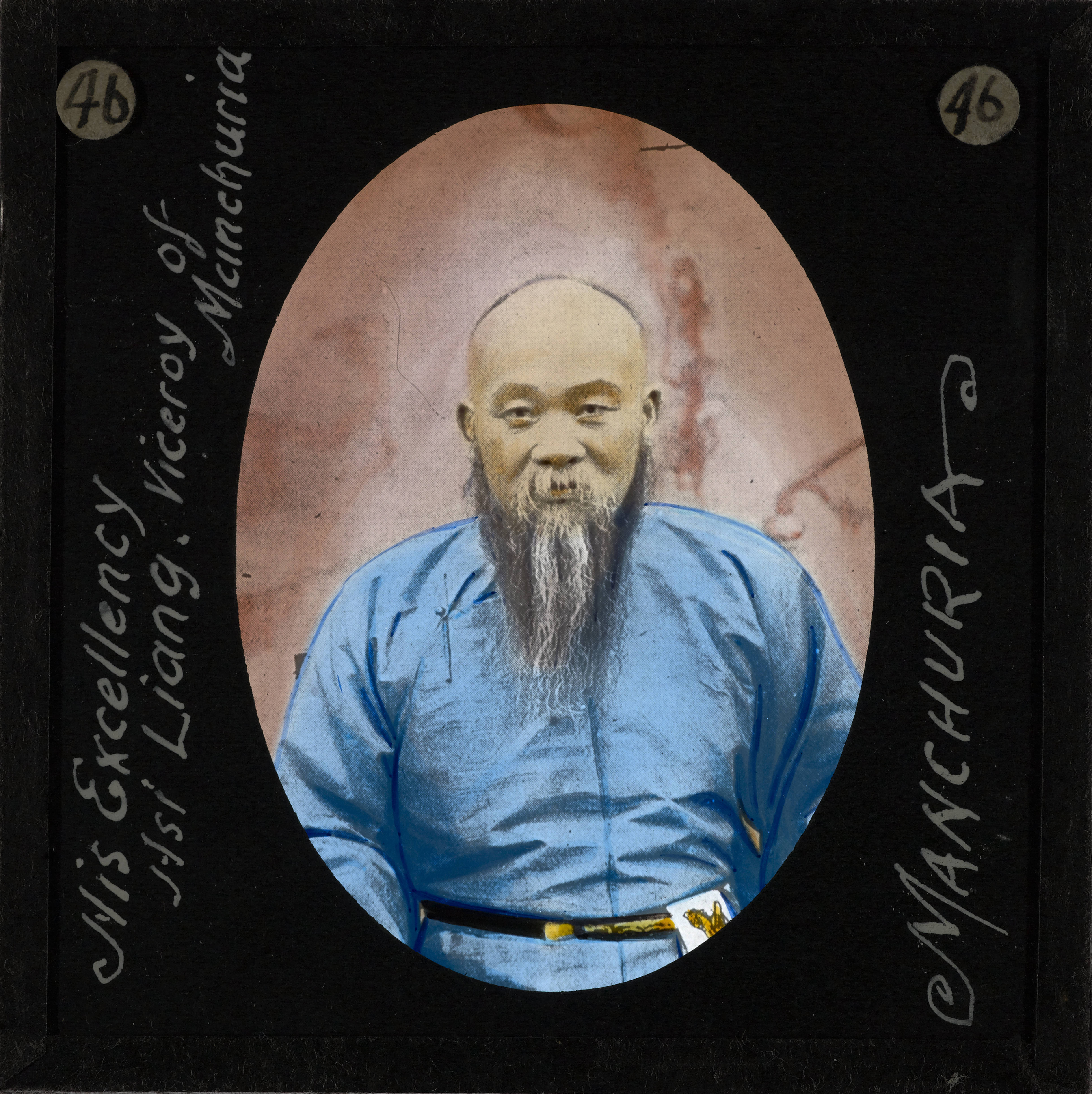
Bayoote Xiliang

Während der Ming-Dynastie (1368–1644) wurde das Gebiet formell von China beansprucht, das Changbai-Gebirge bildete die offizielle Grenze zu Korea. Tatsächlich waren die dort lebenden Haixi-Jurchen weitgehend unabhängig. Ab etwa 1570 begann man mit dem Anbau von Ginseng, was zusätzlichen Wohlstand in die Gegend brachte. Im Laufe der nachfolgenden Qing-Dynastie erlebte die Gegend jedoch einen wirtschaftlichen Niedergang. Es gab nur etwas Wanderweidewirtschaft und ganzjähriges Banditentum. Um die Sicherheitslage zu verbessern, reichten Bayoote Xiliang (巴岳特 锡良, 1853–1917), Generalgouverneur der Drei Östlichen Provinzen, und Cheng De (程德), Gouverneur der Provinz Fengtian (奉天, das heutige Liaoning), am 2. Dezember 1909 eine Petition beim Kaiserhof ein, dass am Nordhang des Changbai-Gebirges ein Kreis eingerichtet werden sollte. Am 16. Januar 1910 wurde der Antrag gebilligt. Da es oberhalb und unterhalb von Malugou (马鹿沟, heute ein Verwaltungsdorf der Großgemeinde Fusong) jeweils eine große Wiese gab, erhielt der Kreis zunächst den Namen „Shuangdian“ (双甸县, „Kreis Doppelwies“). Am 23. August 1910 wurde dies dann auf „Fusong“ („Befriedung des Gebiets am Sunggari“) geändert. Der Sitz der Kreisregierung befand sich damals wie heute in der Großgemeinde Fusong.
Von 1937 bis 1945 war die Mandschurei japanisch besetzt. Während dieser Zeit war im Kreisgebiet die ursprünglich von der KPCh organisierte Vereinigte Antijapanische Armee Nordostchinas (东北抗日联军) aktiv. Nach der Auflösung der Antijapanischen Armee am 3. November 1945 wurde am 18. Dezember 1945 die Demokratische Kreisregierung Fusong (抚松县民主政府) eingesetzt. Der Kreis unterstand nun dem Büro Liaoning-Jilin (辽吉办事处) des Militärbezirks Hebei-Liaoning (冀热辽军区) der 8. Marscharmee. Am 18. Mai 1949 kam Fusong zu der neugegründeten Provinz Liaodong (辽东省). Als am 23. Juli 1956 die heutige Provinz Jilin davon abgetrennt wurde, wurde Fusong letzterer unterstellt. Nach dem Ausbruch der Kulturrevolution 1966 wurde die Kreisregierung abgesetzt und die Verwaltung von der Volksbefreiungsarmee übernommen. Im März 1968 übernahm dann das Revolutionskomitee des Kreises Fusong (抚松县革命委员会) die Verwaltungsaufgaben, bis im September 1980, vier Jahre nach dem Ende der Kulturrevolution, wieder eine reguläre Kreisregierung eingesetzt wurde.

## Administrative Gliederung
Auf Gemeindeebene setzt sich Fusong aus 11 Großgemeinden, 3 Gemeinden und zwei Sondergemeinden zusammen. Diese sind:
- Großgemeinde Beigang (北岗镇)
- Großgemeinde Donggang (东岗镇)

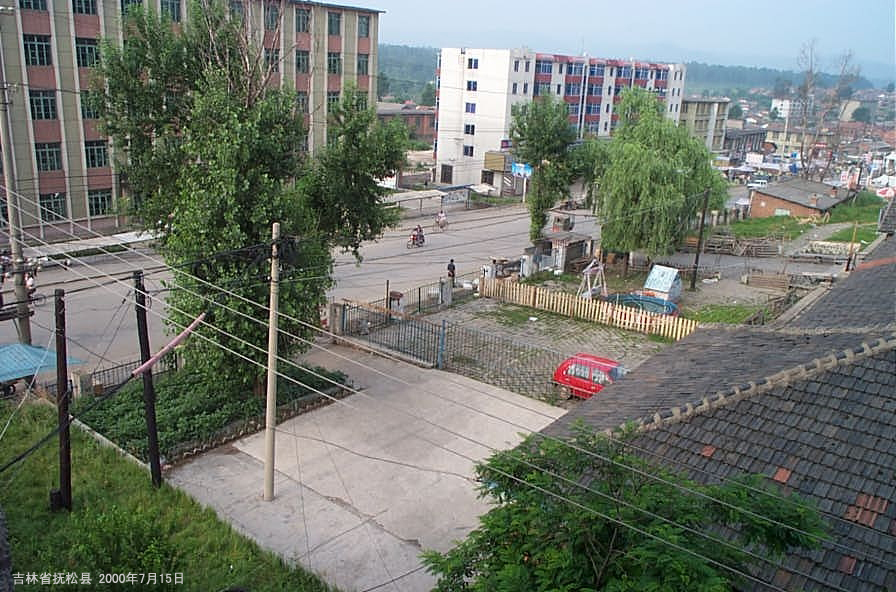
Großgemeinde Fusong

- Großgemeinde Fusong (抚松镇), Sitz der Kreisregierung
- Großgemeinde Lushuihe (露水河镇)
- Großgemeinde Manjiang (漫江镇)
- Großgemeinde Quanyang (泉阳镇)
- Großgemeinde Songjianghe (松江河镇)
- Großgemeinde Wanliang (万良镇)
- Großgemeinde Xianrenqiao (仙人桥镇)
- Großgemeinde Xintunzi (新屯子镇)
- Großgemeinde Xingcan (兴参镇)
- Gemeinde Choushui (抽水乡)
- Gemeinde Xinglong (兴隆乡)
- Gemeinde Yanjiang (沿江乡)
- Sondergemeinde Chinan des Schutz- und Entwicklungsgebiets Changbaishan (长白山保护开发区池南区特殊乡镇)
- Sondergemeinde Chixi des Schutz- und Entwicklungsgebiets Changbaishan (长白山保护开发区池西区特殊乡镇)

## Verkehrsanbindung

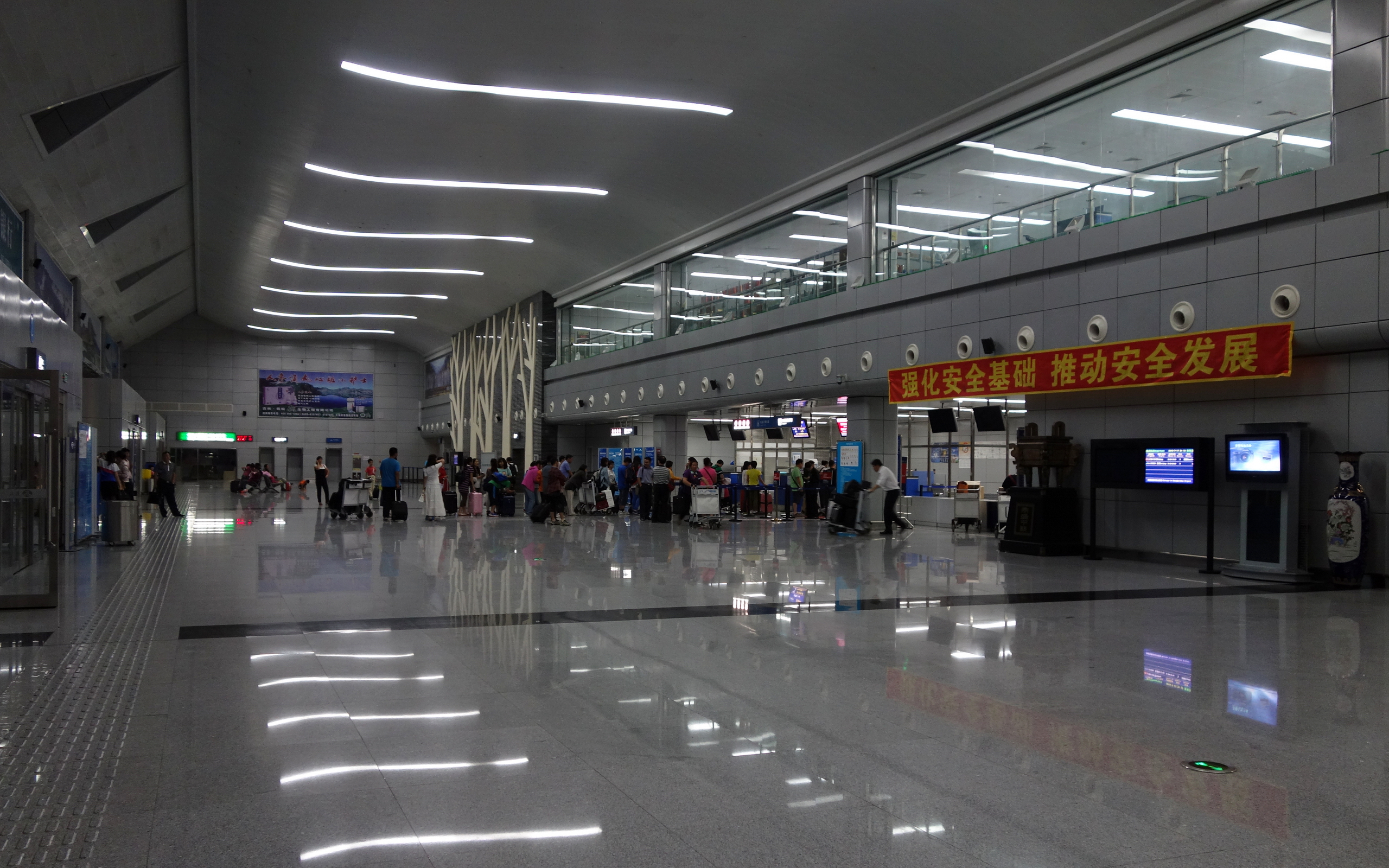
Abfertigungshalle des Flughafens Changbaishan

Etwa  12 km südöstlich der Großgemeinde Donggang befindet sich der am 3. August 2008 eröffnete Flughafen Changbaishan (长白山机场, IATA-Flughafencode NBS), über den primär Touristen anreisen, um den Himmelssee im Südosten des Kreisgebiets, direkt auf der Grenze zu Nordkorea, zu besichtigen. Die gemeinsame Abfertigungshalle für An- und Abflug besitzt eine Grundfläche von 8690 m², auf dem Vorfeld können bis zu sechs Flugzeuge vom Typ Boeing 737 oder Airbus A320 abgestellt werden. Es bestehen Verbindungen nach Changchun, Peking, Shanghai, Shenzhen, Dalian und Shenyang.
Am Bahnhof Yayuan (鸭园站) im Stadtbezirk Erdaojiang von Tonghua zweigt von der Bahnstrecke Meihekou–Ji’an eine Zweiglinie über Baishan nach Linjiang an der Grenze zu Nordkorea ab. Von Baishan wiederum führt die Hun-Bai-Eisenbahn (浑白铁路) nach Erdaobaihe im Kreis Antu des Autonomen Bezirks Yanbian der Koreaner. Über letztere Strecke sind im Kreisgebiet seit den 1960er Jahren die Großgemeinden Lushuihe, Quanyang, Songjianghe und Xianrenqiao mit dem chinesischen Eisenbahnnetz verbunden.
Nördlich an der Kreisstadt vorbei führt die Autobahn Hegang-Dalian von der russischen Grenze zum Golf von Bohai. Über die Nationalstraße 504 besteht nach Nordwesten eine Verbindung zur Provinzhauptstadt Changchun und nach Südosten zur koreanischen Grenze.